# Centroclisis maillardi
Centroclisis maillardi là một loài côn trùng trong họ Myrmeleontidae thuộc bộ Neuroptera. Loài này được Sélys-Longchamps miêu tả năm 1862.